# 대명혼일도

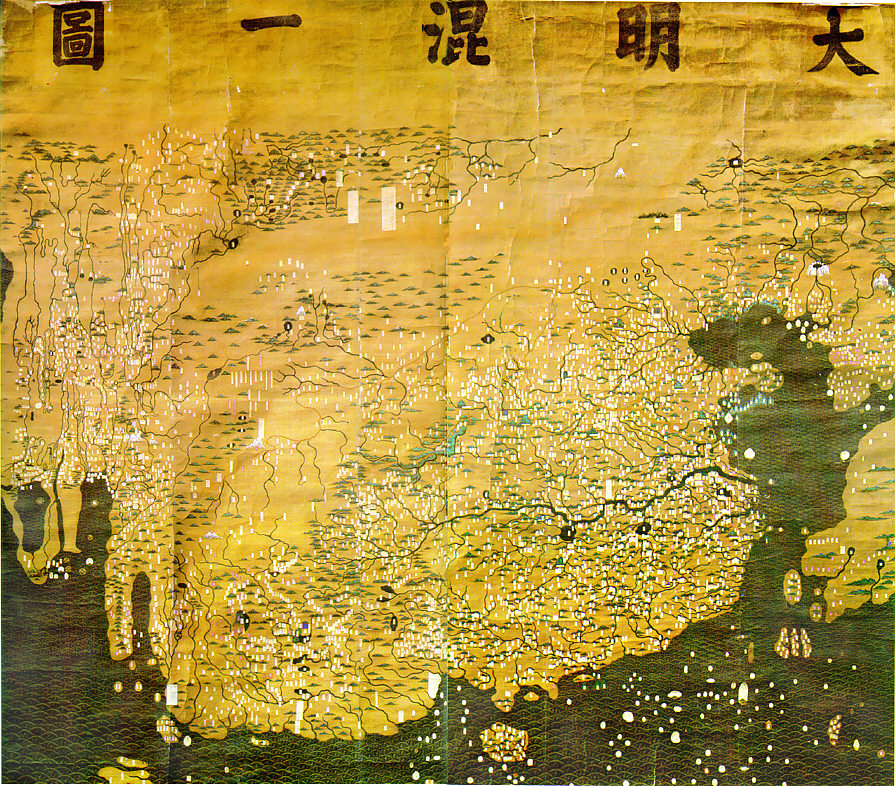
대명혼일도

대명혼일도(大明混一圖)는 현재 중국 제1역사당안관에 소장되어 있으며, 크기가 386×456cm에 달하는 대형 지도이다. 작자는 불명이며, 중국을 중심에 두고 아프리카, 유럽, 인도, 한국, 일본 등을 망라한 세계지도로서, 중국부분은 주사본의 『여지도(輿地圖)』를 참고하고 유럽부분은 이택민의 『성교광피도(聖敎廣被圖)』를 참고한 것으로 알려져 있다.

## 제작 시기
1944년 이 지도를 열람했던 월터 퓨크스(Walter Fuchs)에 의해 세상에 알려지게 되었는데, 그는 지명을 토대로 볼 때 16세기 후반에 제작된 것이라 주장했다. 그러나 최근 중국 측의 보다 자세한 연구에서는 지도상의 ‘광원현(廣元縣)’ ‘용주(龍州)’ 등의 지명을 토대로 볼 때, 명나라 초기인 1389년(홍무 22)에서 1391년 사이에 제작된 것으로 추정하고 있다. 이는 현존하는 동아시아 중세에 제작된 세계지도 가운데 아프리카 대륙까지 포함하고 있는 최고(最古)의 지도이다.

## 특징
비단에 그려진 대형지도로 청초(淸初)에 한자지명을 만문(滿文)으로 첨기하여 붙인 점이 특이하다. 중국 내부 지역의 축척(비례척)은 종으로는 1:106만, 횡으로는 1:82만에 해당하고 중국 이외의 지역은 변형이 심하다. 동쪽으로는 일본, 서로는 유럽, 남으로는 자와섬, 북으로는 몽골에 이르는 광대한 영역을 포괄하고 있으며, 국가간 경계선은 없고 단지 지명이 표기된 사각형의 색깔로 구분하였다. 지도에는 명대의 산천과 행정단위를 중심으로 그려져 있다. 이 지도는 조선에서 이회에 의해 13년 뒤인 1402년(조선 태종 2년) 제작된 『혼일강리역대국도지도(混一疆理歷代國都之圖)』와 거의 유사하지만, 한반도와 중국 부분을 대단히 소략한 점이 다르다. 또한『혼일강리역대국도지도』와 『대명혼일도』의 윤곽상 또다른 차이는 인도 반도 부분이다. 『대명혼일도』에서는 인도가 돌출된 반도의 형태로 그려져 있으나, 『혼일강리역대국도지도』에는 인도가 돌출되어 있지 않다.

## 다른 고지도와의 관계
『대명혼일도』는 『혼일강리역대국도지도』와 유사한 윤곽으로 인해 일찍부터 이택민의 『성교광피도』와의 관련이 주장되었다. 즉 중국부분은 『대명혼일도』와 『광여도(廣與圖)』 사이에 지명 표기가 유사한 것이 다수 보이는 것으로 보아 『광여도』의 저본인 주사본의 『여지도』를 주로 참고했다. 『대명혼일도』의 서남부분과 『광여도』「서남해이도」의 비주(非州)가 유사하고 비주 동쪽의 도서와 지중해 등의 지명과 위치가 유사하기 때문에 유럽, 아프리카 부분은 『성교광피도』를 참조했을 가능성이 크며, 인도와 해외(海外)부분은 원대 찰마로정(札馬魯丁;Jamal al-Din, 원나라 세조 쿠빌라이(1215~1294)에게 방위의 천구의 등 여러 가지 과학기구를 만들어 바침)의 지구의(地球儀)를 참조했을 가능성이 높다. 그러나 이와 같은 해석은 현존하는 지도로만 계보를 추정한 결과론적 해석의 한계가 있다.

## 원나라적 세계관의 반영
몽고족이 세운 원제국은 중국 역사상 가장 넓은 판도를 확보하여 유럽까지 진출하였는데, 이로 이해 동서간 문화교류가 활발하게 이루어졌다. 유럽과 아프리카가 포함된 대표적인 두 지도인 『대명혼일도』와 『혼일강리역대국도지도』에 유럽과 아프리카 대륙이 그려질 수 있었던 이유도 원제국 시대의 동서간 문화교류에 기인했던 것으로 보인다. 원나라가 세계적인 제국을 건설하면서 유럽과 중앙아시아, 아랍 세계 및 아프리카 등에 대한 지리정보가 한층 정확해졌으며, 이슬람 계통의 지도도 원나라를 통해 들어왔다. 원나라는 한족의 입장에서 이적(夷狄)인 몽골족의 나라이기 때문에 중화(中華)와 이적을 차별하던 송나라의 전통적인 화이관(華夷觀)을 버리고 이적과 중화가 하나가 되었다는 개념인 「혼일도(混一圖)」라는 명칭을 즐겨 썼다. 『대명혼일도』는 명나라 때 제작되었으나 이와 같은 원나라적 세계관을 아직 탈피하지 못한 시대의 성격으로 보인다. 이후에 제작된 『대명국지도(大明國地圖)』, 『대명일통지도(大明一統地圖)』, 『황명여도(皇明與圖)』등에서는 유럽과 아프리카 등이 빠지고 그 대신 명과 그 주변 국가들을 부각시킨 것이 특징으로 원나라적 세계관을 벗어나 명나라 중심의 세계관을 확립시키려는 의도로 풀이된다.